# 王之棟 (萬曆進士)
王之棟（1553年—1610年），字養隆，號柱石，直隸寧晉縣人，明朝政治人物。

## 生平
萬曆十年（1582年）壬午科順天鄉試第二名舉人。萬曆十一年（1583年）聯捷癸未科進士。初授翰林院庶吉士。萬曆十三年（1585年），擢福建道監察御史，巡視東城，十五年巡按宣大，十七年巡按淮揚。不久告歸。再入京，補江西道御史。萬曆十九年，陸光祖薦趙錦爲刑部尚書，王之棟上疏反對，謫交城縣典史，三十二年陞潞安府推官，再陞禮部主事，改吏部验封司，調文选司。聞父病重，辭官歸里。安貧數載，卒於家，年五十八。

## 墓葬
墓在縣北十里石柱村。

## 家族
曾祖父王亨；祖父王獎，曾任壽官；父親王克慎，曾任知縣。母周氏。